# Аркадије Попов
Аркадије Попов (руски: Аркадий Иванович Попов; 17. новембар 1906 — 16. октобар 1944) био је југословенски пилот руског порекла.

## Рани живот и служба
Рођен је у Русији у породици донских козака. Емигрирао са родитељима у Краљевину Срба, Хрвата и Словенаца након бољшевичке револуције. Научио је да лети и био је пилот морнаричке авијације Краљевског југословенског ратно-космичког ваздухопловства на почетку Другог светског рата 1941. године. Прво је побегао у Грчку, али су га немачке снаге заробиле током операције Марита. Након заробљавања придружио се ваздухопловству НДХ. Током овог периода показивао је ноншалантно антифашистички став, поздрављајући своје другове фразом „ За слом спремни“ Крајем 1943. године, прогоњен од стране Гестапоа, Попов је успео да се дочепа Брегеа 19 и да прелети савезницима у Италији.

## Савезничка служба
У априлу 1944. године, Попов се придружио новоформираној 352. ескадрили у првој партизанској ваздухопловној бази у Бенини, у Либији, где је постављен за команданта лета Б са чином мајора. Дана 16. августа ескадрила је била стационирана у пуној борбеној готовости у Кани, као део 281. крила Балканског ратног ваздухопловства. Упркос свом пореклу, Попов је пре свега остао упамћен као југословенски патриота који је, видно, задржао наклоност према Русији. Према Пејчићу, када су поздравили групу пилота Црвене армије у Барију, они су одбили да разговарају са њим због његовог белог емигрантског порекла. У септембру 1944. Попов је импресионирао савезничког официра извевши четири напада на добро брањену непријатељску колону на путу Госпић–Оточац.

## Смрт
Попов је погинуо у акцији 16. октобра од противваздушне ватре изнад острвца Богутовац код Долија, у Хрватској, док је био на борбеном ваздушном патролирању на путу Дубровник - Метковић. Био је шести пилот своје ескадриле који је оборен и обележен је спомеником који се састоји од једног бронзаног крила на копну близу места пада. Споменик је уклоњен током рата на простору Југославије.

## Видети још
- Прва ескадрила НОВЈ
- Јадранско ратиште у Другом светском рату
- Балканско ратно ваздухопловство